# Adelholzener Alpenquellen

St. Primus Mineralwasser von Adelholzener

Die Adelholzener Alpenquellen GmbH ist der größte Mineralbrunnen Bayerns mit Sitz in Bad Adelholzen, einem Ortsteil der oberbayerischen Gemeinde Siegsdorf im Chiemgau. Etwa 709 Millionen Flaschen der Marken Adelholzener und Active O2 werden pro Jahr befüllt.
Hundertprozentiger Gesellschafter des Unternehmens ist die Kongregation der Barmherzigen Schwestern vom hl. Vinzenz von Paul in München. Alle Gewinne des Unternehmens kommen sozialen Zwecken zugute.

## Geschichte
Adelholzen gilt als eines der ältesten Heilbäder Bayerns. Die Idee zum überörtlichen Vertrieb des Heilquellwassers in Flaschen hatte Georg Mayer 1849. 1907 erwarb das Münchener Mutterhaus der Kongregation der Barmherzigen Schwestern Bad Adelholzen und errichtete dort ein Schwesternheim. Das Quell- und Heilwasser wurde von den Schwestern anfangs mit einfachsten Mitteln zur Verfügung gestellt, 1919 wurde die erste elektrische Abfüllanlage errichtet. 1939 wurde die Primusquelle staatlich anerkannte Heilquelle, 1946 erfolgte auch die amtliche Anerkennung als „Bad“. 1994 wurde aus der Adelholzener Primusquelle die Adelholzener Alpenquellen GmbH.

### Vorgeschichte
Um das Jahr 280 n. Chr. wurde der Legende nach die Heilquelle von Bad Adelholzen durch den römischen Glaubensprediger St. Primus entdeckt.
Die Heilquelle kam im 10. Jahrhundert in den Besitz der Erzbischöfe von Salzburg und wurde bereits im Jahr 959 erstmals urkundlich als „diß Wiltbad“ erwähnt. Bereits im Mittelalter wurde sie intensiv seit „vil hundert Jahren“ als Badeort genutzt.
Im 17. Jahrhundert wurde der Ort zu einem mondänen Kurort ausgebaut und eine erste Beschreibung des Mineralwassers von Georgius Bopp erschien im Jahr 1629: „Wir haben erstlich das Wasser gekostet, und bemerket: dass es eine annehmliche Süße auf der Zunge und dem Gaumen hinterlässt. So ist das Wasser auch nicht schwer, noch matt, noch zu frisch, oder hart; sondern mild, lieblich, gelind und gut zu trinken; verursachet nicht leicht eine Blähung, und geht bald wieder durch“. Man begann, Wasser für Hauskuren in Tonflaschen abzufüllen.

### Unternehmensgeschichte
Georg Mayer (1795–1870), aus einfachsten Verhältnissen stammend, der schon die „Kaltwasserheilanstalt“ Bad Brunnthal im heutigen Münchner Stadtteil Haidhausen erfolgreich geführt hatte, gelang es noch einmal, „Adelholzen aus dem Schutt“ zu erheben. Er hatte 1849 die Idee, das Heilwasser nicht nur vor Ort zu nutzen, sondern er bot seinen Gästen auch an, „sich ein Fässchen […] zur Fortsetzung der Trinkcur mit nach Hause zu nehmen“. Sein Sohn Wilhelm griff 1895 diesen Gedanken auf und begann, das Wasser der Adelholzener Quellen in Flaschen zu versenden.
Im Jahr 1875 kam das Adelholzener Heilwasser in den Handel. 1895 wurde das Mineralwasser erstmals überregional versandt. Anfang des 20. Jahrhunderts ging der Kur- und Badebetrieb in Bad Adelholzen in Konkurs und die Kongregation der Barmherzigen Schwestern vom hl. Vinzenz von Paul, Mutterhaus München, erwarb 1907 die Kur- und Abfüllanlagen in Bad Adelholzen (Schwesternheim Bad Adelholzen). In den folgenden Jahren wurde der Produktions- und Verwaltungsbetrieb modernisiert und erweitert. Im Jahr 1919 wurde nach Einführung des elektrischen Stroms die erste elektrische Abfüllanlage eingeweiht.
Die Anerkennung als staatlich anerkannte Heilquelle erhielt die Primusquelle im Jahr 1939.
Nach dem Zweiten Weltkrieg wurde dem Ort 1946 die amtliche Anerkennung als Heilbad durch das Bayerische Staatsministerium des Inneren verliehen.
Im Jahr 1994 erfolgte eine Umbenennung der Adelholzener Primusquelle in Adelholzener Alpenquellen. Die erste Zertifizierung nach der EMAS-Verordnung (EG-Öko-Audit) erhielt der Betrieb im Jahr 1997. 2001 wurde das „Sauerstoffwasser“ Active O2 eingeführt.
Die Erträge aus dem Mineralwasserbetrieb kommen abzüglich der Investitionen zur langfristigen Sicherung der Arbeitsplätze karitativen und sozialen Einrichtungen zugute.
Bis 2040 plant das Unternehmen durch ein neues Werkskonzept seine Absatzmenge beinahe verdoppeln zu können.

## Soziales Engagement
Alle Gewinne des Unternehmens fließen, nach Abzug der Investitionen zum langfristigen Erhalt der Arbeitsplätze, in die sozialen Einrichtungen des Ordens. Der Orden betreibt in Eigenregie das Krankenhaus Neuwittelsbach, eine Fachklinik für innere Medizin, sowie die chirurgische Maria-Theresia Fachklinik in München. In sechs Alten- und Pflegeheimen, davon drei im Chiemgau und drei im Großraum München, verbringen insgesamt 640 Personen ihren Lebensabend. Weitere soziale Einrichtungen wie die Obdachlosenbetreuung werden unterstützt.

## Galerie

Betriebsgelände
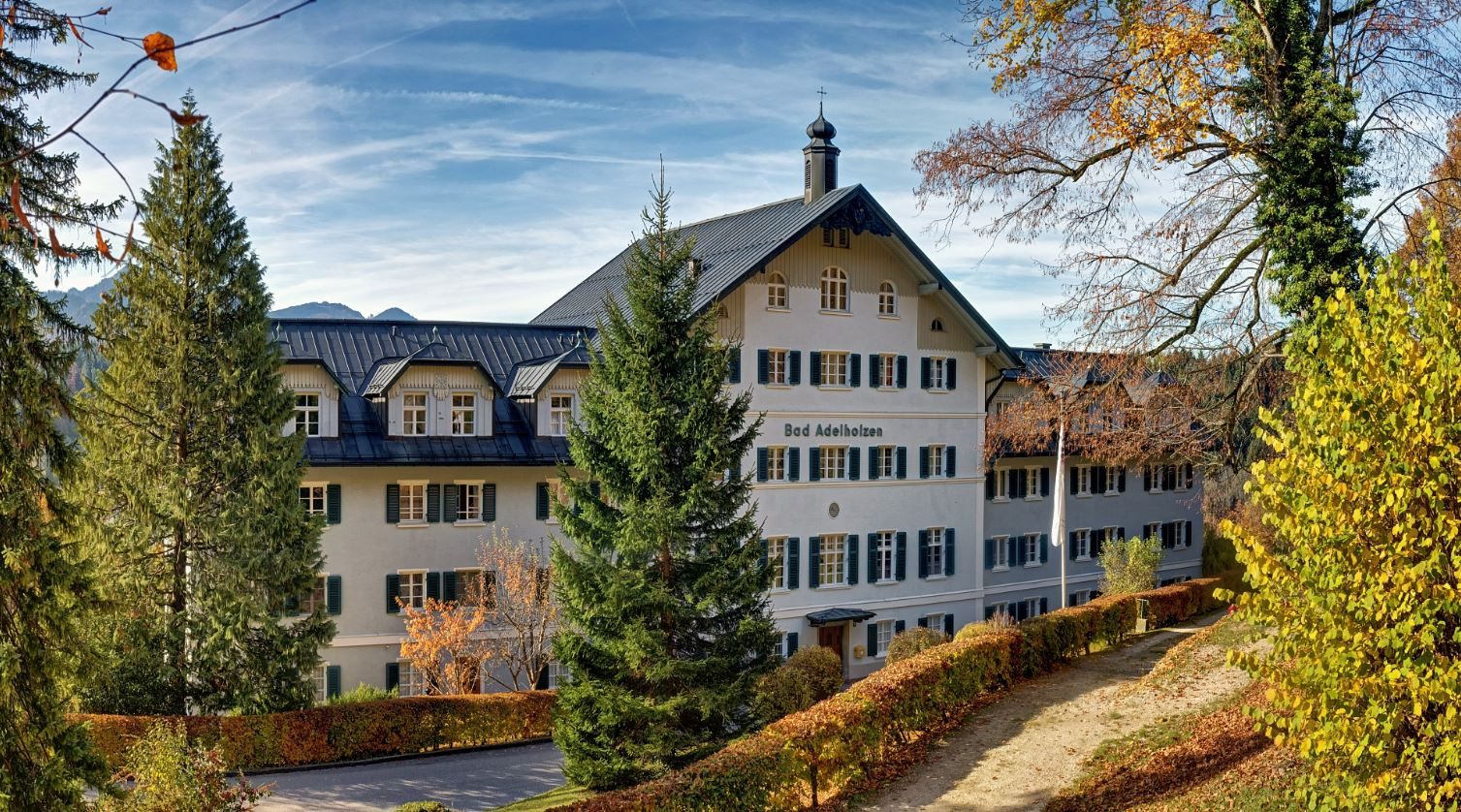
Schwesternwohnheim
Verwaltungsgebäude und Besucherzentrum „Wasserwelt“

## Naturschutz
Als einer der Vorreiter der Branche legte der Mineralbrunnen bereits 1997 seine erste Umwelterklärung nach dem EG-Öko-Audit vor, die 2004 zum dritten Mal zertifiziert wurde. Das Unternehmen betreibt zur Energiegewinnung eine Solaranlage auf den Fabrikhallen. Die beiden landwirtschaftlichen Betriebe, die ebenfalls zur Kongregation gehören und die Verpflegung der Betriebskantine liefern, sind Bioland-zertifiziert. Neben den traditionellen Glasflaschen führte Adelholzener als erstes Brunnenunternehmen Bayerns 1998 auch PET-Mehrwegflaschen ein, die 25 Umläufe erreichen und danach zu 100 Prozent recycelt werden können.

## Produkte
- Mineralwasser und Heilwasser
- Sauerstoffwasser
- wassernahe Erfrischungsgetränke
- Fruchtschorlen
- fruchthaltige Getränke
- energiereduzierte Erfrischungsgetränke
- Limonaden
- Teegetränke
- Wellnessgetränke